# Campo Arcís
Campo Arcís és una pedania del municipi valencià de Requena, a la comarca de la Plana d'Utiel-Requena. El 2015 tenia 408 habitants.

## Geografia
Se situa al sud-est de l'altiplà de Requena i s'arriba des de Requena per la carretera N-330 i per la CV-444.

## Història i demografia
Es tracta d'un dels llogarets amb major nombre de població estable del municipi. Durant l'estiu s'arriba a triplicar la població.

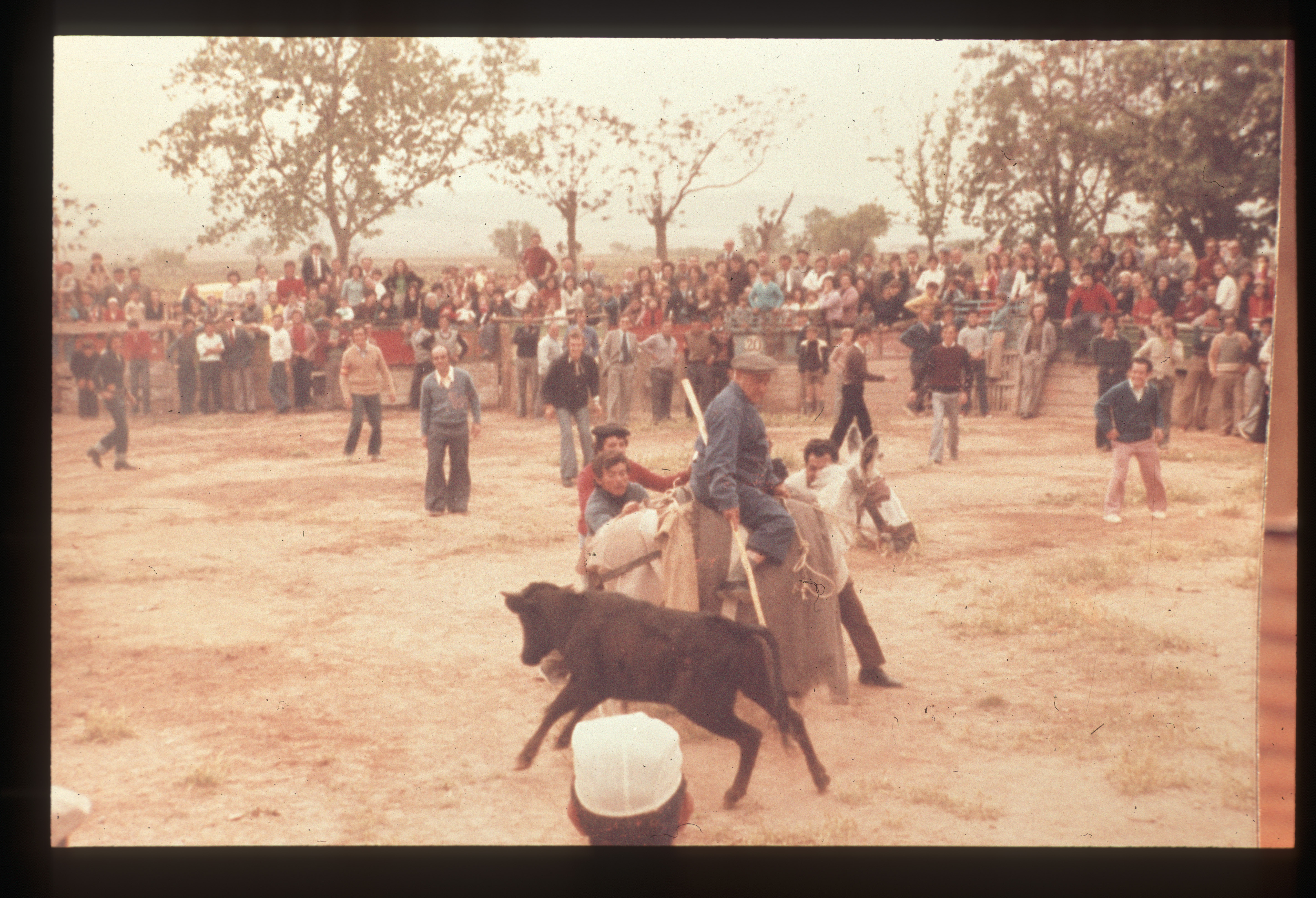
Festejos taurins a Campo Arcís (anys 1980).

Al segle xv ja es parla de Campo Arcís, però llavors només com a abeurador per al bestiar conegut amb el nom de Campo Haçis. La bassa se situava al que actualment és el parc de La Balsilla. Al voltant es desenvolupà el caseriu format per cases de labor fins a mitjans del segle xviii.
El màxim d'habitants es va arribar cap a 1950 a causa del cultiu de la vinya, que va suposar també la constitució d'una cooperativa l'any 1958. No obstant això, des de llavors, la població ha anat minvant considerablement a causa de la mecanització de l'agricultura i a la falta d'indústria.

## Economia
La principal activitat econòmica de la població és l'agricultura, principalment el cultiu de la vinya, encara que la producció d'ametlla i oliva és considerable. També hi ha diverses granges de porcs i conills principalment, encara que en els últims mesos s'ha instal·lat una granja bovina amb 2000 caps, aquesta granja és una de les principals referències en el sector a nivell Internacional, tant pel seu volum sent la més gran d'Espanya i entre les 10 primeres a Europa.
Existeixen 4 cellers, Luis Torres, Casa Pastor, Sebiran i San Isidro Labrador, aquesta última com cooperativa amb 350 socis actius, el que testimonia la importància viticultora del llogaret. Molt important és el cultiu de xampinyó que es produïx en quantitats considerables. L'economia del llogaret es completa amb un magatzem de cebes, diversos tallers i una planta d'envasat de verdures.

## Festes
- Festes de Sant Isidre, el 15 de maig en honor del patró. Entre altres actes, se celebra un romiatge a el paratge de la Cañada Tolluda on existeix un altar on es venera al sant.
- Festes de la Verge del Carme, el 16 de juliol en honor de la patrona.
- Setmana cultural, entre els mesos de juliol i agost.